# Lemahputih (Sedan)
Lemahputih is een bestuurslaag in het regentschap Rembang van de provincie Midden-Java, Indonesië. Lemahputih telt 1021 inwoners (volkstelling 2010).